# Cyamops buenorum
Cyamops buenorum är en tvåvingeart som beskrevs av Baptista och Wayne N. Mathis 1994. Cyamops buenorum ingår i släktet Cyamops och familjen savflugor. Inga underarter finns listade i Catalogue of Life.